# Synagoga Szlamy Lebentala w Łodzi (pl. Kościelny 8)
Synagoga Szlamy Lebentala w Łodzi – prywatny dom modlitwy znajdujący się w Łodzi przy placu Kościelnym 8.
Synagoga została zbudowana około 1900 roku z inicjatywy Szlamy Lebentala. Podczas II wojny światowej hitlerowcy zdewastowali synagogę.